# Сиљевица (Подујево)
Сиљевица (алб. Sylevicë) је насељено место у општини Подујево, Косово и Метохија, Република Србија.

## Демографија
| Демографија | Демографија | Демографија |
| Година      | Становника  | Становника  |
| ----------- | ----------- | ----------- |
| 1948.       | 247         |             |
| 1953.       | 282         |             |
| 1961.       | 299         |             |
| 1971.       | 342         |             |
| 1981.       | 376         |             |
| 1991.       | 385         |             |